# Santa Lucía kommun, Francisco Morazán
Santa Lucía är en kommun i Honduras.   Den ligger i departementet Departamento de Francisco Morazán, i den sydvästra delen av landet, 12 km öster om huvudstaden Tegucigalpa. Antalet invånare är 6 692. Arean är 65 kvadratkilometer.
Terrängen i Santa Lucía är kuperad.